# Simion Mândrescu
Simion Mândrescu (n. 18 iulie 1868, Râpa de Jos, România – d. 1947, București, România) a fost un cărturar român, specialist în germanistică. 
Născut în Râpa de Jos, județul Mureș, a urmat cursurile gimnaziale la Sibiu, după care s-a înscris la Liceul grăniceresc din Năsăud, terminând cursurile liceale la București. După ce și-a luat licența în litere la Universitatea din București, a fost numit profesor la Liceul „Gheorghe Roșca Codreanu” din Bârlad.
În 1899 a primit o bursă pentru un doctorat în filozofie la Universitatea Humboldt din Berlin. Întors la București în 1904 a fost numit titular al primei catedre universitare de limba și literatura germană din România, catedră pe care a condus-o până în 1937.